# Слодкув-Перший
Слодкув-Перший (пол. Słodków Pierwszy) — село в Польщі, у гміні Красник Красницького повіту Люблінського воєводства.
Населення — 792 особи (2011).

## Демографія
Демографічна структура станом на 31 березня 2011 року:
|          | Загалом | Допрацездатний вік | Працездатний вік | Постпрацездатний вік |
| -------- | ------- | ------------------ | ---------------- | -------------------- |
| Чоловіки | 402     | 79                 | 271              | 52                   |
| Жінки    | 390     | 79                 | 222              | 89                   |
| Разом    | 792     | 158                | 493              | 141                  |